# Ricardo González

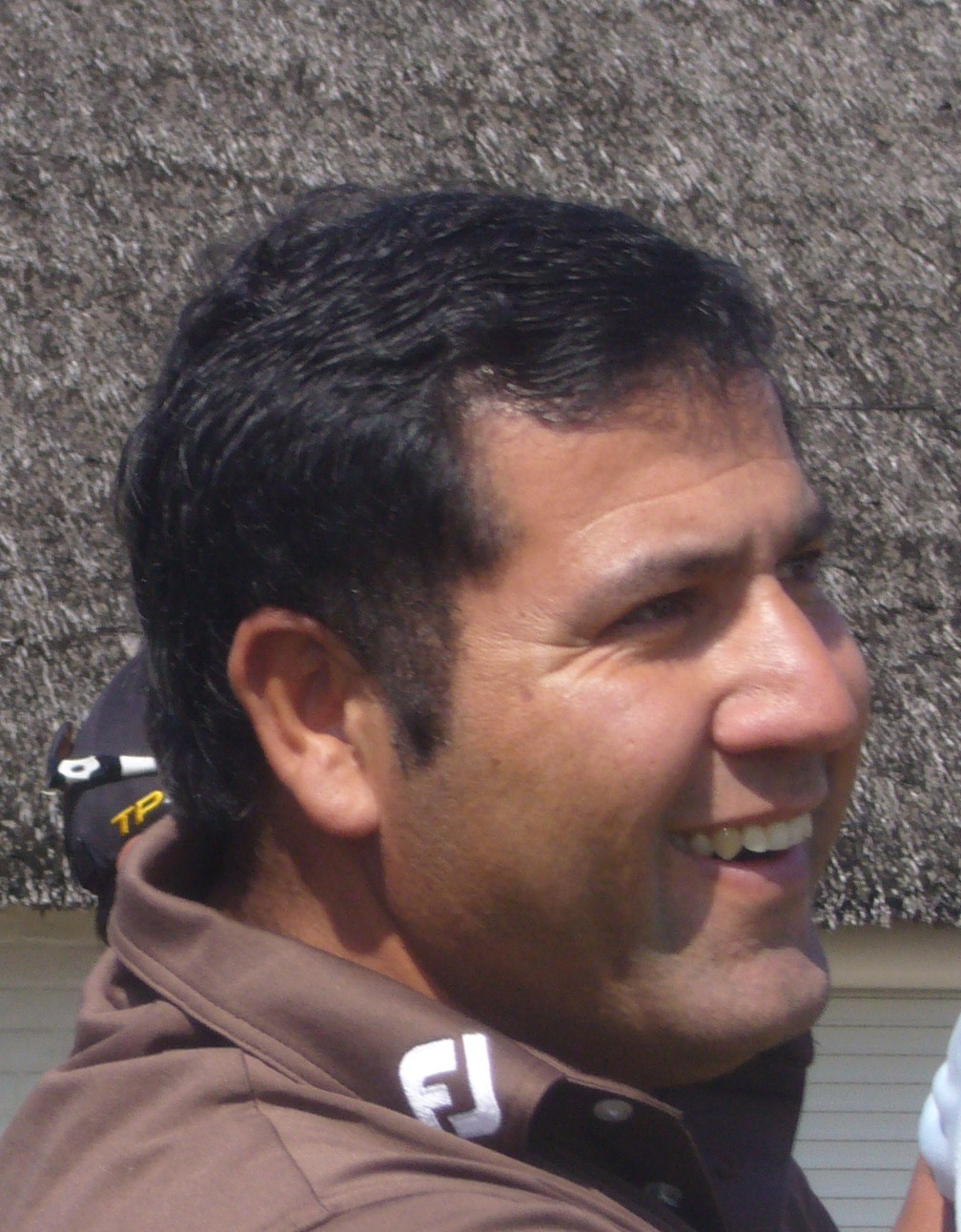
Op het KLM Open 2009

Ricardo González (Corrientes, 24 oktober 1969) is een golfprofessional uit Argentinië. 
González wordt in 1986 professional. De eerste jaren speelt hij in Zuid-Afrika. In 1998 wint hij zijn eerste toernooi, het Kenya Open van de Challenge Tour. Hij onderneemt diverse pogingen om via de Tourschool een kaart voor de Europese Tour (ET) te bemachtigen, wat lukt via zijn ranking op de Challenge Tour, waarop hij vijfde wordt. In 2001 bereikt hij zijn top en wordt nummer 25 op de Europese Order of Merit. Hij wordt dat jaar zevende op het TNT Open op de Noordwijkse Golfclub en vijf weken later won hij het Omega European Master in Crans.
In september 2012 overleed zijn moeder. Drie weken later won hij  het nationale PGA Kampioenschap, dat hij haar opdroeg.

## Gewonnen
- 1998: Tusker Kenia Open (CT) na play-off tegen Jacob Okello.
- 2001: Omega European Master
- 2003: Open de Madrid
- 2004: Open de Sevilla
- 2012: Argentijns PGA Kampioenschap in Buenos Aires